# تينا نولز
سيلستين آن "تينا" بيونسيه نولز (بالإنجليزية: Tina Knowles)(من مواليد 4 يناير 1954)، هي سيدة أعمال ومصممة أزياء وكاتبة وناشطة خيرية أمريكية، معروفة بتأسيسها لعلامتي House of Deréon وMiss Tina by Tina Knowles. وهي والدة المغنيتين بيونسيه وسولانج نولز، وكانت متزوجة حتى عام 2011 من والدهم ماثيو نولز، مدير فرقة "ديستنيز تشايلد". تكريمًا لإسهاماتها في مجال الأزياء، حصلت نولز على جائزة التميز من مجلس الإكسسوارات عام 2001.

## وصلات خارجية
- الموقع الرسمي
- تينا نولز على موقع IMDb (الإنجليزية)
- تينا نولز على موقع ميوزك برينز (الإنجليزية)
- تينا نولز على موقع ديسكوغز (الإنجليزية)
- تينا نولز على موقع قاعدة بيانات الفيلم (الإنجليزية)
- تينا نولز على موقع كينوبويسك (الروسية)